# Кербах
Кербах (фр. Kerbach) насеље је и општина у Француској у региону Лорена, у департману Мозел.
По подацима из 2011. године у општини је живело 1193 становника, а густина насељености је износила 268,09 становника/km².

## Демографија
| 1962. | 1968. | 1975. | 1982. | 1990. | 2011. |
| ----- | ----- | ----- | ----- | ----- | ----- |
| 506   | 557   | 597   | 842   | 911   | 1.193 |